# Комлев, Пётр Александрович
 Пётр Александрович Ко́млев  (1921—1945) — советский военный лётчик, командир звена 686-го штурмового авиационного полка (289-й штурмовой авиационной дивизии, 7-го штурмового авиационного корпуса, 3-й воздушной армии, 1-го Прибалтийского фронта). Герой Советского Союза (1945).

## Биография
Пётр Александрович Комлев родился 4 июля 1921 года в селе Воскресенское Благовещенского района Башкирии в крестьянской семье.
Окончил семь классов, в 1935 году вместе с матерью переехал в столицу Башкирии — Уфу. Окончив железнодорожное училище № 1 в Уфе, работал электриком на Уфимском паровозоремонтном заводе. В 1939 году без отрыва от производства окончил Уфимский аэроклуб.
В 1940 году был призван в Красную Армию. В 1942 году окончил Энгельсскую военную авиационную школу лётчиков и в июле 1943 года попал на фронт Великой Отечественной войны.
К середине октября 1944 года на счету кандидата в члены ВКП(б) Петра Комлева было 120 боевых вылетов. Поддерживая боевые действия наземных войск, штурмовыми ударами он уничтожал живую силу и боевую технику противника, срывал его перевозки и подход резервов.
20 февраля 1945 года в одном из боёв за освобождение Курляндского полуострова (Прибалтика) погиб.
Указом Президиума Верховного Совета СССР от 23 февраля 1945 года за образцовое выполнение боевых заданий командования и проявленные при этом геройство и мужество старшему лейтенанту Петру Комлеву было посмертно присвоено звание Героя Советского Союза.

## Подвиг
За 114 боевых вылетов Комлев сбросил 42 тонны фугасных авиабомб, израсходовал 34 800 снарядов, 97 000 патронов. При этом лично уничтожено 11 танков, 63 автомашины, 34 повозки с лошадьми, 9 цистерн с горючим, взорвано 4 склада боеприпасов, подавлен огонь 27 батарей ЗА (зенитной артиллерии) и 14 батарей МЗА (малой зенитной артиллерии) противника и много другой техники. Уничтожено до 250 гитлеровцев.
Похоронен в Латвии, поселок Эзере.

## Награды
- Медаль «Золотая Звезда» (23.02.1945)[4].
- Орден Ленина (23.02.1945).
- Орден Красного Знамени (25.08.1943)[6].
- Орден Красного Знамени (28.04.1944)[7].
- Орден Отечественной войны 1-й степени (30.09.1944)[8].
- Орден Отечественной войны 2-й степени (15.10.1943)[9].
- Медали.

## Память
Именем Героя Советского Союза Петра Комлева названа улица в Ленинском районе Уфы (бывшая улица Нагорная).
Имя Героя занесено на мемориальные доски Уфимского аэроклуба и Уфимского тепловозоремонтного завода.
Память о славном земляке бережно сохраняется в музее Уфимского государственного профессионально-педагогического колледжа, в здании которого располагалось железнодорожное училище, выпускником которого был Пётр Комлев.